# Look at Them Beans
Look at Them Beans è il trentesimo album in studio del cantante country statunitense Johnny Cash, pubblicato nel 1975 dalla Columbia Records. 
Nella copertina del disco l'artista appare con il figlio John Carter Cash.

## Tracce
1. Texas—1947 (Guy Clark) - 3:10
2. What Have You Got Planned Tonight, Diana (Dave Kirby) - 4:05
3. Look at Them Beans (Joe Tex) - 2:58
4. No Charge (Harlan Howard) - 3:17
5. I Hardly Ever Sing Beer Drinking Songs (Johnny Cash) - 2:40
6. Down the Road I Go (Don Williams) - 2:28
7. I Never Met a Man Like You Before (Johnny Cash) - 3:00
8. All Around Cowboy (Len Pollard, Jack Routh) - 2:50
9. Gone (Helen Carter, June Carter Cash) - 2:16
10. Down at Drippin' Springs (Johnny Cash) - 2:25